# Володимир Моклович
Володимир Миколайович Моклович (нар. 1897, м. Кути, Косівський повіт, Королівство Галичини та Володимирії, Австро-Угорщина — пом. невідомо) — бойовий референт Окружної команди УВО в Станиславові, автор спогадів.

## Життєпис
Народився в 1897 р. в Кутах в родині Миколая Івановича Мокловича та Анни Маркевич. Батько походив з греко-католицької родини зі Станиславова і працював мельником. Мати була вірменкою та була вірмено-католицького сповідання, але вважала себе українкою.
Освіту здобув у Вижницькій гімназії на Буковині, яка знаходилась через річку від рідного міста. В 1912 р. родина переїхала до Устя Єпископського.
26 серпня 1914 року в Стрию разом з товаришами вступили стрільцями до лав до УСС. Воював в Карпатах, де 13 вересня 1915 р. потрапив в російський полон під Соколовом. Кілька разів тікав з полону, але невдало. Врешті його перевели до в'язниці у Кам'янець-Подільській твердині, де перебував до 1917 р.
Під час транспортування військових бранців зміг втекти з полону, а там займався підпільною роботою в Бесарабії. Пізніше повернувся до лав Січових Стрільців в Києві. Під кінець визвольних змагань був переведений у склад 5-ї Херсонської стрілецької дивізії Армії УНР. Після укладення Варшавського договору 22 квітня 1920 року між УНР та Польщею, 25 серпня 1920 р. генерал Кравс, згідно з вказівками Диктатури видав наказ всім галицьким частинам з 5-ї Херсонської дивізії залишити Дієву Армію УНР і перейти через Карпати до Чехословаччини. Там разом з іншими військовиками Моклович був інтернований в військовому таборі в Йозефові.
В таборі в 1922 р. приєднався до УВО. Після відмови польського консула в Празі в видачі паперів для повернення на Батьківщину, етапом зміг повернутись до Станіславова. Там став учасником «Летючої бригади». Займався підготовкою до атентату воєводи Борковського та вербуванням, зокрема в 1924 р. завербував Миколу Ясінського.
Через переслідування польської поліції внаслідок діяльності в УВО змушений був емігрувати в Бразилію 9 листопада 1926. Проте за два роки повернувся в Європу і осів в Бельгії. Там займався створенням відділів ОУН та обіймав посади головного скарбника Союзу Українців в Бельгії, надалі секретаря, і в 1951 р. став головою організації.

## Родина
В родині Мокловичів було 9 братів та сестер. Деякі з них полонізувались і змінили прізвище на Маклович (пол. Makłowicz). Один з них — Валеріан, як польський офіцер був розстріляний в Катині, а інший — Ярослав, загинув в 1945 р. біля Колобжега в лавах Польської народної армії. Син його брата Ізидора — Володимир, деякий час мешкав з дядьком в Бельгії, але пізніше переїхав в Краків до тітки Францішки і став моряком. Там він одружився з Беатою Прейс. Їх син — відомий польський мандрівник і кулінарний критик Роберт Маклович. 
В самого Володимира Мокловича був син Іван.

## Спогади
- Моклович В. Оборона Центральної Ради (з боїв за Київ 1918 року) // Непогасний огонь віри. Збірник на пошану полковника Андрія Мельника, голови Проводу Українських Націоналістів. — Париж, 1974.